# Tipula percara
Tipula percara är en tvåvingeart som beskrevs av Alexander 1922. Tipula percara ingår i släktet Tipula och familjen storharkrankar. Inga underarter finns listade i Catalogue of Life.